# Alexandre Penetra
Alexandre Manuel Penetra Correia, noto semplicemente come Alexandre Penetra (Tondela, 9 settembre 2001), è un calciatore portoghese, difensore dell'AZ Alkmaar.

## Caratteristiche tecniche
È un difensore centrale, dotato di buone doti tecniche e abile nella lettura preventiva delle azioni avversarie. Inoltre, fin dall'inizio della sua carriera professionistica ha dimostrato un notevole carisma.

## Carriera

### Club
Cresciuto nel settore giovanile del Benfica, con cui aveva anche partecipato alla Youth League nel 2018 e nel 2019, nell'agosto del 2020 Penetra è stato acquistato a titolo definitivo dal Famalicão, altra squadra della massima serie nazionale, venendo inizialmente aggregato alla squadra delle riserve.
In vista della stagione 2021-2022, il difensore è stato promosso in prima squadra, facendo il suo esordio fra i professionisti il 15 agosto 2021, in occasione dell'incontro di Primeira Liga perso 2-1 contro il Porto. Il 25 settembre seguente, durante la partita contro il Tondela (persa dalla sua squadra per 3-2), ha ricevuto la sua prima espulsione, dopo che l'arbitro aveva rivalutato un fallo dello stesso Penetra alla moviola. Il 15 ottobre, invece, ha segnato il suo primo gol, aprendo le marcature nella vittoria per 4-0 contro l'Académica, un incontro valido per il terzo turno della coppa nazionale.
Durante lo stesso mese, grazie a una serie di prestazioni soddisfacenti e alle doti mostrate, Penetra è stato nominato il nuovo capitano del Famalicão dall'allenatore Ivo Vieira, nonostante avesse appena compiuto vent'anni. Il 5 novembre successivo, ha segnato la sua prima rete in campionato nella vittoria esterna per 5-2 in casa del Boavista.

### Nazionale
Dopo aver rappresentato il Portogallo a diversi livelli giovanili, nel novembre del 2021 Penetra ha ricevuto la sua prima chiamata nella nazionale Under-21 dei lusitani, guidata da Rui Jorge, sostituendo nell'occasione l'infortunato Tiago Djaló in vista della doppia sfida contro i pari età di Cipro (in entrambi i casi valida per le qualificazioni agli Europei di categoria del 2023), senza però esordire.

## Statistiche

### Presenze e reti nei club
Statistiche aggiornate al 20 novembre 2021.
| Stagione        | Squadra         | Campionato      | Campionato | Campionato | Coppe nazionali | Coppe nazionali | Coppe nazionali | Coppe continentali | Coppe continentali | Coppe continentali | Altre coppe | Altre coppe | Altre coppe | Totale | Totale |
| Stagione        | Squadra         | Comp            | Pres       | Reti       | Comp            | Pres            | Reti            | Comp               | Pres               | Reti               | Comp        | Pres        | Reti        | Pres   | Reti   |
| --------------- | --------------- | --------------- | ---------- | ---------- | --------------- | --------------- | --------------- | ------------------ | ------------------ | ------------------ | ----------- | ----------- | ----------- | ------ | ------ |
| 2021-2022       | Famalicão       | PL              | 8          | 1          | CP+CdL          | 2+2             | 1+0             |                    | -                  | -                  |             | -           | -           | 12     | 2      |
| Totale carriera | Totale carriera | Totale carriera | 8          | 1          |                 | 4               | 1               |                    | -                  | -                  |             | -           | -           | 12     | 2      |